# Liste der Baudenkmale in Himbergen
In der Liste der Baudenkmale in Himbergen sind alle Baudenkmale der niedersächsischen Gemeinde Himbergen aufgelistet.   Die Quelle der IDs und der Beschreibungen ist der Denkmalatlas Niedersachsen. Der Stand der Liste ist der 10. November 2021.

## Allgemein
In den Spalten befinden sich folgende Informationen:
- Lage: die Adresse des Baudenkmales und die geographischen Koordinaten. Kartenansicht, um Koordinaten zu setzen. In der Kartenansicht sind Baudenkmale ohne Koordinaten mit einem roten Marker dargestellt und können in der Karte gesetzt werden. Baudenkmale ohne Bild sind mit einem blauen Marker gekennzeichnet, Baudenkmale mit Bild mit einem grünen Marker.
- Bezeichnung: Bezeichnung des Baudenkmales
- Beschreibung: die Beschreibung des Baudenkmales. Unter § 3 Abs. 2 NDSchG werden Einzeldenkmale und unter § 3 Abs. 3 NDSchG Gruppen baulicher Anlagen und deren Bestandteile ausgewiesen.
- ID: die Objekt-ID des Baudenkmales
- Bild: ein Bild des Baudenkmales, ggf. zusätzlich mit einem Link zu weiteren Fotos des Baudenkmals im Medienarchiv Wikimedia Commons. Wenn man auf das Kamerasymbol klickt, können Fotos zu Baudenkmalen aus dieser Liste hochgeladen werden:

## Himbergen

### Einzeldenkmal in Himbergen
| Lage                                          | Bezeichnung             | Beschreibung | ID       | Bild           |
| --------------------------------------------- | ----------------------- | --- | -------- | -------------- |
| Friedhof 53° 5′ 42″ N, 10° 43′ 46″ O          | Kapelle                 | Kleiner neugotischer Saal in Sichtbacksteinbauweise unter Satteldach in Hohlpfannendeckung. Um 1900. | 31089097 | BW             |
| Göhrdestraße 3 53° 5′ 36″ N, 10° 43′ 44″ O    | St.-Bartholomäus-Kirche | Klassizistischer Saalbau in Sichtbackstein auf Granitquadersockel unter Walmdach. Symmetrische Fassaden mit schmalen Rundbogenfenstern und kräftigem Traufgesims. Teils in den Saal eingerückter, teils risalitartig aus der Westfassade vortretender Turm, im Erdgeschoss verputzt mit Quadergliederung, im Obergeschoss in Sichtbackstein mit Ecklisenen in Putzquaderung. Turmhaube ursprünglich in Schiefer gedeckt, seit 1965 in Kupfer. Portale in Naturstein. 1841-1846 nach Entwurf von Ludwig Hellner errichtet. Bauzeitliche Innenausstattung mit dreischiffiger Gliederung durch umlaufende Empore auf hölzernen Säulen, mit gerundet eingerückter Altarwand und Spiegelgewölbe. Orgel 1862 von Philipp Furtwängler & Söhne. Stützmauer des erhöht gelegenen Kirchhofes zur Straße hin, bestehend aus großen Hausteinblöcken, entsprechend dem nach Norden hin ansteigenden Gelände auslaufend, mit mehreren Treppenaufgängen. | 31089116 | Weitere Bilder |
| Göhrdestraße 3 53° 5′ 36″ N, 10° 43′ 44″ O    | Baumbestand             | Vermutlich mit dem Neubau der Kirche in den 1840er Jahren gepflanzte Bäume. Zwei Eichen vor der Westfassade. Eine Kastanie an der nordwestlichen Grundstücksgrenze sowie eine Buche oberhalb der Stützmauer vor der Südfassade. | 31089662 | BW             |
| Göhrdestraße 7 53° 5′ 36″ N, 10° 43′ 49″ O    | Speicher                | Zweistöckiger traufständiger Wandständerbau mit Backsteinausfachung auf Feldsteinsockel unter ziegelgedecktem Satteldach. Am Westgiebel überdachte Außentreppe. | 38978060 | BW             |
| Wiebeckstraße 4 53° 5′ 39″ N, 10° 43′ 42″ O   | Wohnhaus                | Freistehender Sichtbacksteinbau in Ecklage, bestehend aus einem giebelständigen zweigeschossigen Teil unter Walmdach an der Ecke zur Straße „Am Friedhof“, mit symmetrisch gestalteten Fassaden mit Ecklisenen und Geschoss- sowie Traufgesims in Backstein; und einem traufständigen eingeschossigen Teil unter Satteldach im Norden. Beide Bauteile auf einem gemeinsamen verputzten Sockel, jeweils eine Eingangstür mit vorgelegten Stufen an der Westseite. | 31089174 | BW             |
| Zum Botterbusch 8 53° 5′ 44″ N, 10° 43′ 41″ O | Stall                   | Eingeschossiger traufständiger Fachwerkbau mit Backsteinausfachung auf Feldsteinsockel unter Halbwalmdach in Hohlpfannendeckung. Außermittige Längsdurchfahrt. Ehemals zur gegenüberliegenden Hofanlage Zum Botterbusch 3 gehörend. | 31089227 | BW             |

## Almstorf

### Einzeldenkmal in Almstorf
| Lage                              | Bezeichnung                                                                                | Beschreibung | ID       | Bild |
| --------------------------------- | ------------------------------------------------------------------------------------------ | --- | -------- | ---- |
| Nr. 3 53° 5′ 23″ N, 10° 42′ 4″ O  | Wohnwirtschaftsgebäude mit Einfriedung                                                     | Von der Straße zurückgesetzt etwa mittig diagonal auf dem Grundstück liegender Sichtbacksteinbau, bestehend aus einem giebelseitig erschlossenem Wirtschaftsteil und südlich quer angebautem Wohnteil. Wohnteil zweigeschossig auf Quadersockel unter Walmdach, gegliedert durch Lisenen und Ziersteinfriese. Eingeschossiger Windfang-Anbau an der nordwestlichen Giebelseite. Wirtschaftsteil eingeschossig unter Satteldach mit einseitigem Halbwalm. Mit zugehöriger Hoffläche mit Einfriedung, Feldsteinpflasterung und Baumbestand. | 31088943 | BW   |
| Nr. 4 53° 5′ 29″ N, 10° 42′ 14″ O | Wohnwirtschaftsgebäude mit Einfriedung, Feldsteinpflasterung und Bäumen an der Hofeinfahrt | Anderthalbgeschossiger Sichtbacksteinbau mit giebelständigem Wohn- und quer angebautem, traufständigen Wirtschaftsteil. Wohnteil auf hohem Quadersockel und unter Satteldach mit Drempelgeschoss und großem Giebelüberstand mit verziertem Freigespärre. Mittiges Zwerchhaus in der östlichen Dachfläche über dem traufseitigen Eingang. Fassadengliederung durch Lisenen und Ziersteinfriese. Langgestreckter, eingeschossiger Wirtschaftsteil unter Satteldach mit einseitigem Halbwalm. Inschrift mit Datierung „Erbaut 12. Juni 1907“ an der Ostfassade. Zeitgleich mit dem Gebäude errichtete Einfriedung an der nördlichen und östlichen sowie zum Teil an der westlichen Grundstücksgrenze. Backsteinpfeiler mit Kugelbekrönung, dazwischen Eisenzaun in Jugendstil-Formen. Östlicher Abschnitt in Haustein. | 31088923 | BW   |

## Brockhimbergen

### Einzeldenkmal in Brockhimbergen
| Lage                               | Bezeichnung            | Beschreibung | ID       | Bild |
| ---------------------------------- | ---------------------- | --- | -------- | ---- |
| Nr. 10 53° 5′ 13″ N, 10° 41′ 24″ O | Wohnwirtschaftsgebäude | Eingeschossiger, giebelständig schräg zur Straße stehender Sichtbacksteinbau unter ziegelgedecktem Halbwalmdach. Zwerchhaus außermittig in der östlichen Dachfläche über dem Eingang. 1872. | 31088963 | BW   |
| Nr. 10 53° 5′ 13″ N, 10° 41′ 24″ O | Baumbestand            | Zwei Reihen von Eichen an der westlichen und östlichen Grundstücksgrenze, vermutlich mit der Anlage der neuen Hofstelle gepflanzt.                                                          | 31089574 | BW   |

## Groß Thondorf

### Einzeldenkmal in Groß Thondorf
| Lage                                       | Bezeichnung              | Beschreibung | ID       | Bild           |
| ------------------------------------------ | ------------------------ | --- | -------- | -------------- |
| Hauptstraße 6 53° 7′ 33″ N, 10° 42′ 7″ O   | Scheune                  | Eingeschossiger, giebelständiger Fachwerkbau mit Backsteinausfachung unter Halbwalmdach in Hohlpfannendeckung. Westgiebel entlang des Straßenverlaufs im Grundriss schräg zum First. 1830 (i), Inschrift nicht erhalten. | 31089021 | BW             |
| Hauptstraße 8 53° 7′ 37″ N, 10° 41′ 59″ O  | Kapelle                  | Die Kapelle in Groß Thondorf ist ein Bau der frühen Neugotik. Sie wurde im Jahr 1865 errichtet. | 31088983 | Weitere Bilder |
| Hauptstraße 16 53° 7′ 38″ N, 10° 41′ 58″ O | Kriegerdenkmal           | Gestufte, leicht gebogene Wand aus behauenen Findlingen. In der Mitte ein aufrecht stehender Findling mit Namen der ortsansässigen Gefallenen des 1. Weltkriegs, eingefasst in vermutlich nachträglich ergänzte Mauer mit beiderseits je einer Tafel mit den Namen der Gefallenen des 2. Weltkrieges. Oktogonale Einfriedung aus Naturstein und Holz.                     | 31089002 | BW             |
| Hauptstraße 18 53° 7′ 41″ N, 10° 41′ 54″ O | Wohn-/Wirtschaftsgebäude | Giebelständiger, von der Straße zurückgesetzter Zweiständer-Fachwerkbau mit Backsteinausfachung unter Halbwalmdach. 1835. Kleiner, vermutlich nachträglicher Fachwerk-Anbau unter Satteldach am nördlich gelegenen Giebel des Wohnteils. | 31089059 | BW             |
| Holzstraße 20 53° 7′ 39″ N, 10° 42′ 9″ O   | Wohnwirtschaftsgebäude   | Traufständiges Querdielenhaus in Fachwerk mit Backsteinausfachung unter Halbwalmdach in Hohlpfannendeckung. Eingang zum westlich gelegenen Wohnteil mit zweiflügeliger, von zwei schmalen Fenstern flankierter Haustür mit Oberlicht. Wirtschaftsteil östlich mit Toreinfahrt an der südlichen Traufseite. Inschriftliche Datierung „Anno 1898“ im Oberlicht der Haustür. | 31089078 | BW             |

## Strothe

### Einzeldenkmal in Strothe
| Lage                              | Bezeichnung              | Beschreibung | ID       | Bild |
| --------------------------------- | ------------------------ | --- | -------- | ---- |
| Nr. 2 53° 6′ 20″ N, 10° 40′ 52″ O | Backhaus                 | Niedriger Feldsteinbau unter Satteldach in Hohlpfannendeckung. | 31089394 | BW   |
| Nr. 4 53° 6′ 18″ N, 10° 40′ 46″ O | Wohn-/Wirtschaftsgebäude | Freistehender Vierständer-Fachwerkbau mit Backsteinausfachung unter Halbwalmdach in Hohlpfannendeckung. Nachträglicher Zwerchhausaufbau über dem Fletteingang der Ostseite. Auf sektorförmiger Parzelle eines ehemaligen Rundlings, aber zur jüngeren, am Ortsrand angelegten Straße hin ausgerichtet. | 31089430 | BW   |

## Ehemalige Baudenkmale
| Lage                                                  | Bezeichnung                                                                                | Beschreibung | ID | Bild |
| ----------------------------------------------------- | ------------------------------------------------------------------------------------------ | ------------ | -- | ---- |
| Himbergen Göhrdestraße 7 53° 5′ 36″ N, 10° 43′ 48″ O  | Hofanlage                                                                                  |              |    |      |
| Himbergen Wiebeckstraße 1 53° 5′ 38″ N, 10° 43′ 38″ O | Hofanlage mit Baumbestand und Einfriedung                                                  |              |    | BW   |
| Almstorf Nr. 9 53° 5′ 23″ N, 10° 42′ 0″ O             | Wohnwirtschaftsgebäude mit Einfriedung, Feldsteinpflasterung und Bäumen an der Hofeinfahrt |              |    | BW   |
| Kettelsdorf Nr. 1 53° 6′ 32″ N, 10° 42′ 45″ O         | Wohnhaus mit Baum an der Straße                                                            |              |    | BW   |
| Klein Thondorf Nr. 4 53° 5′ 6″ N, 10° 44′ 36″ O       | Wohnwirtschaftsgebäude                                                                     |              |    | BW   |
| Strothe Nr. 3 53° 6′ 22″ N, 10° 40′ 50″ O             | Hofanlage mit Einfriedung und Baumgruppe am Rundlingsplatz                                 |              |    | BW   |
| Strothe Nr. 6 53° 6′ 20″ N, 10° 40′ 47″ O             | Hofanlage mit Einfriedung und Baumgruppe am Rundlingsplatz und vor dem Fleet               |              |    | BW   |
| Strothe Dorfplatz 53° 6′ 19″ N, 10° 40′ 50″ O         | Teich und Baumbestand                                                                      |              |    | BW   |